# Tappenosaure
El tappenosaure (Tappenosaurus magnus) és una espècie extinta de sinàpsid del grup dels esfenacodonts que visqué en allò que avui en dia és Nord-amèrica durant el Permià, fa entre 268,8 i 279,3 milions d'anys. Se n'han trobat restes fòssils a la formació de San Angelo, a Texas (Estats Units). Es tracta de l'única espècie coneguda del gènere Tappenosaure i de la família dels tappenosàurids (Tappenosauridae). Era força gros, amb una llargada de cap a gropa estimada d'uns tres metres. La seva anatomia fa pensar que era un animal carnívor. El nom genèric Tappenosaurus li fou assignat en honor de Neil Tappen, el descobridor de l'holotip, mentre que el nom específic magnus significa ‘gros’ en llatí.